# Acrotona muscorum
Acrotona muscorum är en skalbaggsart som först beskrevs av Brisout de Barneville 1860.  Acrotona muscorum ingår i släktet Acrotona, och familjen kortvingar. Enligt den finländska rödlistan är arten nära hotad i Finland. Arten är reproducerande i Sverige. Artens livsmiljö är torra gräsmarker.